# Caroline Pamukcu
Caroline Pamukcu (8 de diciembre de 1994) es una jinete estadounidense que compite en la modalidad de concurso completo. Ganó dos medallas en los Juegos Panamericanos de 2023, oro en individual y plata por equipos.

## Palmarés internacional
| Juegos Panamericanos | Juegos Panamericanos | Juegos Panamericanos | Juegos Panamericanos |
| Año                  | Lugar                | Medalla              | Categoría            |
| -------------------- | -------------------- | -------------------- | -------------------- |
| 2023                 | Santiago (Chile)     | Medalla de oro       | Individual           |
| 2023                 | Santiago (Chile)     | Medalla de plata     | Por equipos          |